# Casa natal de Violeta Parra
La Casa natal de Violeta Parra —o Museo Violeta Parra de San Carlos— es un recinto cultural ubicado en la ciudad de San Carlos, en la provincia de Punilla de la Región de Ñuble, Chile, dedicado a la difusión de la vida y obra de Violeta Parra. 

## Historia
La construcción del domicilio data entre 1880 y 1900. La Familia Parra Sandoval sólo estuvo cinco meses en el lugar, entre los años 1917 y 1918, para posteriormente trasladarse a vivir a Chillán, en el sector de Villa Alegre, hoy Ultraestación. Tras el abandono de la casa por parte de la familia, los dueños del recinto fueron cambiando con los años.
En 2005 es salvada de la demolición, gracias a las gestiones hechas por el ayuntamiento español de Baena; ciudad hermanada con San Carlos, dado que el fundador de la ciudad, Joaquín del Pino, naciera en dicho lugar. La entidad española cedió el terreno a la Municipalidad de San Carlos con el fin de crear un museo en la memoria de Violeta Parra.
A pesar de que existía el debate sobre si Violeta Parra había nacido en San Carlos o en San Fabián de Alico, en 1992, la casa fue declarada monumento nacional por el Consejo de Monumentos Nacionales,luego de que la institución hubiera zanjado la problemática a través de la documentación oficial del Registro Civil, cual aseguraba que la cantante nació en dicho sitio.
El terremoto del año 2010 afectó a la vivienda, cual fue restaurada por el Ministerio de Obras Públicas en 2015, conservando su fachada y acondicionando el interior con nuevas salas y un mural en su patio, cual fuera creado por artesanas de Quinchamalí y dirigidas por la diseñadora Militza Agusti, siendo inaugurado como museo en 2016.
En el año 2014 se constituyó la Fundación Museo Violeta Parra, que daría origen al museo con el mismo nombre. Esta institución tiene su sede en Santiago y a diferencia de la casa natal, ha tenido mayor difusión.

## Informaciones sobre lugar de nacimiento
De acuerdo a su partida de nacimiento, la artista nació en la casa de la ciudad de San Carlos el 4 de octubre de 1917. Por otra parte, el decreto supremo N°668 de 1992 que declara al inmueble como monumento histórico, también indica que nació en dicha comuna. Esta versión ha sido ratificada en diversas oportunidades por algunos hermanos, entre ellos Nicanor, Robertoy Lautaro; este último visitó la casa en 2012, confirmando el lugar de nacimiento.
La Fundación Violeta Parra, la cual se adjudica las obras de la autora, ha señalado que el lugar exacto es el pueblo de San Fabián de Alico, a 43 kilómetros de distancia, posición que ha sido apoyada por la hija de la cantante, Isabel Parra. Sin embargo, en la primera edición de El libro mayor de Violeta Parra (1985), de autoría de Isabel Parra, se detalla que el lugar de nacimiento habría sido en San Carlos. Por otro lado, el sitio web que conmemoró los 100 años del natalicio de Violeta y que fue contó con apoyo de la Fundación, indica a San Carlos como su casa natal.
En 2013, el Centro Cultural San Carlos de Itihue invitó a Isabel Parraa conocer las huellas dejadas por la compositora en San Carlos, ocasión en la que afirmó su deseo de que "la casa de San Carlos, sea una fundación al sur". Hugo Gebrie, exalcalde de San Carlos, dijo entonces que hubo un desencuentro con la Fundación, ya que se pidió al municipio de San Carlos pagar por el uso del nombre de "Casa natal de Violeta Parra", nombre que había sido adjudicado antes de su inauguración, o incluso antes de su declaración de monumento histórico. Esto provocó que la Fundación Violeta Parra se desligara de la residencia en la capital de la Provincia de Punilla.
El argumento a favor de que la folclorista es sanfabianina, es que luego de haber nacido en San Fabián, fue registrada en la ciudad de San Carlos, como pasó también a su hermano Nicanor Parra, quien fue registrado en Chillán, sin embargo, no existen documentos que comprueben la tesis. Por otro lado, la Fundación Violeta Parra mantiene un contacto constante con la organización Nido de Parras de la localidad cordillerana, cual busca la creación de un museo en memoria de Nicanor y Violeta en el lugar.

## Actualidad
El objetivo actual del Museo Violeta Parra de San Carlos es poner el valor inmueble como también compartir y difundir con la comunidad el legado que dejó la cantautora a lo largo de los años. Por otro lado se ha abierto a toda la ciudadanía para que puedan conocer de una apreciación más cercana la trayectoria artística de la cantante chilena reconocida mundialmente, además de fomentar a través de diferentes proyectos, iniciativas y actividades las culturas y artes armonizando un lugar de encuentros y momentos con la comunidad tomando la visión de la cantante y escritora Violeta Parra Sandoval. 